# واندرلي ماجالهايس أزيفيدو
واندرلي ماجالهايس أزيفيدو (بالإنجليزية: Wanderley Magalhães Azevedo) ولد بتاريخ 8 أكتوبر 1966 في غويانيا، وتوفي في 28 مارس 2006 في غويانيا، كان دراج برازيلي. سبق أن شارك في دورة الألعاب الأولمبية الصيفية.

## الميداليات
| الميدالية | المسابقة                    |
| --------- | --------------------------- |
| برونزية   | دورة الألعاب الأمريكية 1991 |

## روابط خارجية
- واندرلي ماجالهايس أزيفيدو على موقع أرشيف الدراجات (الإنجليزية)
- واندرلي ماجالهايس أزيفيدو على موقع إحصائيات الدراجات الإحترافية (الإنجليزية)
- واندرلي ماجالهايس أزيفيدو على موقع أوليمبيديا (الإنجليزية)